# Reino de Dali
O Reino de Dali (chinês simplificado:大理国; chinês tradicional:大理國; pinyin: Dàlǐ Guó; Bai: Dablit Guaif), foi um reino situado na atual província de Iunã, China, de 937 até 1253, quando foi conquistado pelo Império Mongol. Seus reis continuaram a administrar a área como vassalos mongóis até a conquista Ming. Hoje a antiga capital do Reino Dali ainda é chamada de Dali. 

## Origens
O Reino de Dali foi precedido pela Dinastia Nanchao, deposta em 902. Três dinastias seguiram-se em rápida sucessão, até que Duan Siping tomou o poder em 937 e estabeleceu o Reino de Dali, estabelecendo-se na cidade de Dali.  O clã Duan afirmava ter ascendência Han,  essa afirmação é corroborada pelos  registros da dinastia Yuan que afirmam que o Clã Duan é proveniente de Wuwei em Gansu.  

## Relações com a dinastia Song
A relação de Dali com a dinastia Song foi cordial durante toda a sua existência. Dali felicitou os Song pela conquista sobre os Shu em 965 e estabeleceu relações de tributo voluntariamente em 982. No entanto, era essencialmente um Estado independente. Às vezes, os Song até recusava ofertas de tributo.  O fundador da dinastia Taizu declarou todas as terras ao sul do rio Dadu como território Dali e não desejava nenhuma reivindicação para evitar os desastres que a dinastia Tang sofreu ao atacar Nanchao.  A importância primordial de Dali para a dinastia Song eram seus cavalos, que eram altamente valorizados. 

## Reino de Dazhong (1094-1096)
Em 1094, o ex-primeiro-ministro Gao Shengtai forçou o rei Duan Zhengming a renunciar ao trono. Após a renuncia Shengati assumiu o trono e rebatizou o reino para "Reino de Dazhong". Shengtai governou por pouco tempo até sua morte em 1096, após sua morte que o trono foi devolvido ao Clã Duan. O irmão mais novo de Zhengming, Duan Zhengchun, assumiu o trono e restaurou o antigo nome do reino. 

## Sob o controle Mongol
Em 1252, Mangu Cã encarregou seu irmão Cublai de invadir Dali. Em 1253, o exército de Cublai cruzou o rio Jinsha e recebeu a rendição de Duan Xingzhi, que apresentou a Manguem 1256 mapas de Iunã. Duan Xingzhi foi nomeado mo-he-luo-zuo  (摩诃罗嵯, marajá) por Cublai,  e a família real Duan continuou a manter o título como vassalos dos mongóis sob a supervisão dos príncipes imperiais e governadores muçulmanos da Mongólia. A família Duan reinou em Dali enquanto seus governadores serviram em Kunming. 
o Clã Duan governou  Iunã por onze gerações até o fim do domínio mongol. Eles contribuíram voluntariamente com soldados para a campanha da dinastia Yuan mongol contra a dinastia Song, ajudando em 1271 os Yuan a reprimirem rebeliões em  Iunã. 
Em 1274, Ajall Shams al-Din Omar foi designado por Cublai para estabilizar Iunã. Ele instituiu um sistema que veio a ser conhecido como tusi, que atribuía patentes e postos aos chefes nativos. Sob esta instituição de "governo baseado nos costumes nativos" os moradores mantiveram grande parte de sua autonomia, com exceção de três obrigações: 1) forneceriam tropas ao governo Yuan; 2) os chefes locais prestariam homenagem à corte de Yuan; 3) eles seguiriam as regras de nomeação, sucessão, promoção, degradação, recompensa e punição de chefes nativos criados pela corte de Yuan. 
O rei de Dali Duan Gong foi casado com a princesa mongol Agai Borjigin, filha do Príncipe de Liang, Basalawarmi. Duan Bao foi filho e Duan  Sengnu  filha dessa união.  Os mongóis temendo o poder de Duan Gong e o mataram. Duan Sengnu criou Duan Bao para se vingar de Basalawarmi pela morte de seu pai. 

## A conquista Ming
Entre 1369 e 1375 Imperador Ming Hongwu enviou enviou várias embaixadas pedindo para que Basalawarmi governador de Iunã se rendesse. Alguns dos enviados foram mortos e este foi o pretexto para uma invasão foi lançada contra Iunã.  Trezentos mil tropas chinesas Han e muçulmanos Hui sob o comando do general Fu Youde foram enviados para destruir o que ainda restava da dinastia Yuan em Iunã em 1381.  Também lutaram pelo lado Ming os generais muçulmanos Mu Ying e Lan Yu, que lideravam as tropas islâmicas leais aos Ming contra as tropas islâmicas leais a Yuan.
Após a conquista da região pelos Ming,  os membros do clã Duan foram espalhados por várias áreas distantes da China pelo imperador Hongwu. A resistência organizada contra a dinastia Ming deixaria de existir após serem tomadas todas as cidades importantes de Iunã e já só iriam haver focos específicos de rebelião.